# 6564 Asher
6564 Asher (1992 BB) là một tiểu hành tinh bay qua Sao Hỏa được phát hiện ngày 25 tháng 1 năm 1992, bởi McNaught, R. H. ở Siding Spring.